# Аппелькамп, Синта
Синта Карл Аппелькамп (яп. アペルカンプ 真大 カール, Aperukanpu Shinta Kāru, нем. Shinta Karl Appelkamp; род. 1 ноября 2000, Токио, Япония) — японский и немецкий футболист, атакующий полузащитник клуба «Фортуна Дюссельдорф».

## Карьера
Аппелькамп является воспитанником клуба «Фортуна Дюссельдорф».
Дебют на профессиональном уровне за «Фортуну» состоялся 26 сентября 2020 года, выйдя на замену на 62-й минуте домашнего матча команды с «Вюрцбургер Киккерс». По состоянию на конец сезона 2023/24 года футболист провёл более 100 матчей за свой клуб во Второй Бундеслиге.

## Международная карьера
Синта родился в Японии у отца немца и матери японки. Играл за молодежную сборную Японии до 17 и до 18 лет, но решившим выступать за сборную Германии.
Со сборной Германии до 21 года Синта Аппелькамп поехал на молодёжный чемпионат Европы 2021. Сыграв в квалификации со сборной Сан-Марино и Латвией. В матче с Сан-Марино отдал ассит, сама встреча окончилась «разгромом» 0:6 в пользу Германии. На самом чемпионате Европы игрок был «запасным», не сыграв ни разу на турнире. В итоге сборная Германии выиграла в финале сборную Португалии со счётом 0:1, став победителем чемпионата Европы.

## Достижения

### Сборная
- Чемпион Европы (до 21): 2021